# Wigurycze
Wigurycze (ukr. Вигуричі) – wieś położona na Ukrainie, w rejonie łuckim, w obwodzie wołyńskim, liczy 255 mieszkańców.
Znajduje tu się przystanek kolejowy Wigurycze, położony na linii Lwów – Kiwerce.